# شندويل
قرية شندويل هي إحدى القرى التابعة لمركز المراغة بمحافظة سوهاج في جمهورية مصر العربية. حسب إحصاءات سنة 2006، بلغ إجمالي السكان في شندويل 17703 نسمة، منهم 9232 رجل و8471 امرأة.